# Paris pendant la huitième guerre de Religion
Pour les articles homonymes, voir Siège de Paris.
Le siège de Paris durant les guerres de Religion est une longue suite d’opérations militaires menées par deux rois, Henri III et Henri IV successivement, pour reconquérir leur capitale, de 1589 à 1594.

## 1588
Le 13 mai 1588, Henri III est obligé de fuir Paris, à la suite de la Journée des Barricades. La ville tombe entre les mains de la Ligue catholique.

## 1589

### Investissement de juillet-août
Après l’assassinat du duc de Guise (décembre 1588), Henri III se réfugie à Tours. Le roi de France ne conserve que quelques villes et une province fidèles. Il fait la paix avec le roi de Navarre, son beau-frère, héritier de la couronne et chef du parti protestant. Ensemble, ils parviennent à ouvrir la route de la capitale, en prenant successivement Étampes, Pithiviers et Pontoise. Cependant la ville est fanatisée par les prêches, et la Sorbonne a relevé de leur devoir d’obéissance les sujets du roi. Les troupes royales investissent Paris dont la chute semble proche. Mais Henri III est assassiné et meurt. Henri de Navarre devient Henri IV.
À son avènement, Henri IV voit de nombreux gentilshommes lui faire défection, et son armée est réduite de 40 à 18 000 hommes. Il la divise, confiant au duc de Longueville le Valois et la Picardie et au maréchal d’Aumont la Champagne : ces provinces qui entourent Paris pourraient la ravitailler. De plus, il protège ces provinces d’où viennent de nombreux nobles qui se sont ralliés à lui.
Il abandonne le siège, se replie sur Dieppe, y reçoit des renforts, des subsides et des munitions d’Angleterre et bat le duc de Mayenne, sorti de Paris avec des forces quadruples des siennes, à Arques (21 septembre 1589).

### Investissement d'octobre
Henri IV revient dès octobre sous les murs de Paris, prend quelques villes des alentours, tente un assaut sur la porte Saint-Germain, qui échoue. Il lève à nouveau le siège, et part occuper la Beauce, afin de contrôler l’approvisionnement de la ville, puis prend le contrôle de la Normandie, toutes les villes capitulant devant lui, à l’exception de Rouen.

## 1590
L’Espagne envoie des renforts des Pays-Bas espagnols (actuelle Belgique) et le duc de Mayenne fait une sortie en mars 1590, afin de reprendre le contrôle de zones d’approvisionnement. Henri IV entame le siège d’Évreux pour fermer la vallée de l’Eure et protéger la Normandie, quand Mayenne arrive sur ses arrières. C’est la bataille d'Ivry : après un combat furieux à un contre deux, l’armée royale met en déroute les Ligueurs, qui fuient vers Chartres, Mayenne allant même jusqu’à Nantes. Les lansquenets prisonniers sont massacrés, les Suisses sont épargnés.
Cette déroute ne décourage pas les meneurs parisiens. Ils la cachent d’abord, puis l’annoncent comme un châtiment divin. Ceux qui parlent de paix sont jetés à la Seine. Après la prise de Mantes, Henri IV arrive avec une armée de 20 000 hommes qu'il divise en dix corps afin d'investir totalement Paris et installe son quartier général dans l'abbaye de Montmartre pour y diriger les opérations. Des corps de cavalerie sont envoyés dans la région de Palaiseau et de Longjumeau afin d'empêcher les vivres de rentrer dans la ville. L’armée royale subit de lourdes pertes. Processions et prédications entretiennent le moral des Parisiens à un niveau élevé. Le 20 août, on compte près de 30 000 morts par famine (sur environ 300 000 habitants). Henri IV laisse sortir femmes, enfants, vieillards et mendiants. Le duc de Nemours ouvre des négociations, après avoir consulté des théologiens pour savoir si cela est autorisé : Henri IV demande la reddition immédiate, qui est rejetée.
Le 30 août, une armée espagnole commandée par Alexandre Farnèse rejoint celle de Mayenne à Meaux. Par la prise de quelques villes (Lagny, Saint-Maur, Charenton et Corbeil), et évitant tout combat, il permet à Paris d’être ravitaillé.

## 1591
Dans la nuit du 20 au 21 janvier 1591, le roi tente de prendre Paris par ruse, en envoyant ses hommes déguisés en porteurs de farine, c'est la Journée des farines qui sera un échec. En février 1591, Jean-Baptiste II de Taxis et Don Diego de Ibarra entrent dans Paris avec une armée d’Espagnols et de Napolitains.
Le 19 avril 1591, Chartres est prise par le roi. Fin 1591, le duc de Mayenne revient à Paris, et fait pendre les plus extrémistes des Ligueurs.

## 1592
Toute l’année 1592 se passe en négociations : l’Espagne envoie un million d’écus à Mayenne pour acheter les princes et placer l’infante Isabelle sur le trône de France. Mayenne négocie en parallèle avec Henri IV, et pousse sa propre candidature auprès des princes.

## Épilogue

### 1593: la conversion d’Henri IV
Ce sont les États généraux de 1593 qui dénouent la situation. Convoqués par Mayenne, ils se réunissent le 26 janvier 1593. Ils ne sont que 100 sur les cinq cents attendus : les royalistes, les attentistes ne sont pas venus. Henri IV a fait bloquer les routes et les ponts pour empêcher les autres de venir. Le jour de l’ouverture de la session, une proposition de négociation des royalistes leur parvient. Acceptées, elles aboutissent à l’abjuration du roi.
L’abjuration prononcée à l’abbatiale de Saint-Denis le 25 juillet modifie complètement la donne en faveur du roi. Elle provoque un ralliement important, y compris au sein de la population parisienne, malgré les condamnations des autorités religieuses. La Ligue reste hostile au roi.

### 1594: la chute de Paris
Le 27 février, Henri IV est sacré à Chartres. Il obtient le ralliement secret du gouverneur de Paris, Charles de Cossé. Dans la nuit du 21 au 22 mars 1594, les portes Neuve et Saint-Denis lui sont ouvertes : les troupes royales entrent et prennent le contrôle de la ville. Les troupes espagnoles sont contraintes de quitter la ville, elles le font en présence du roi avec armes et bagages, enseignes au vent.

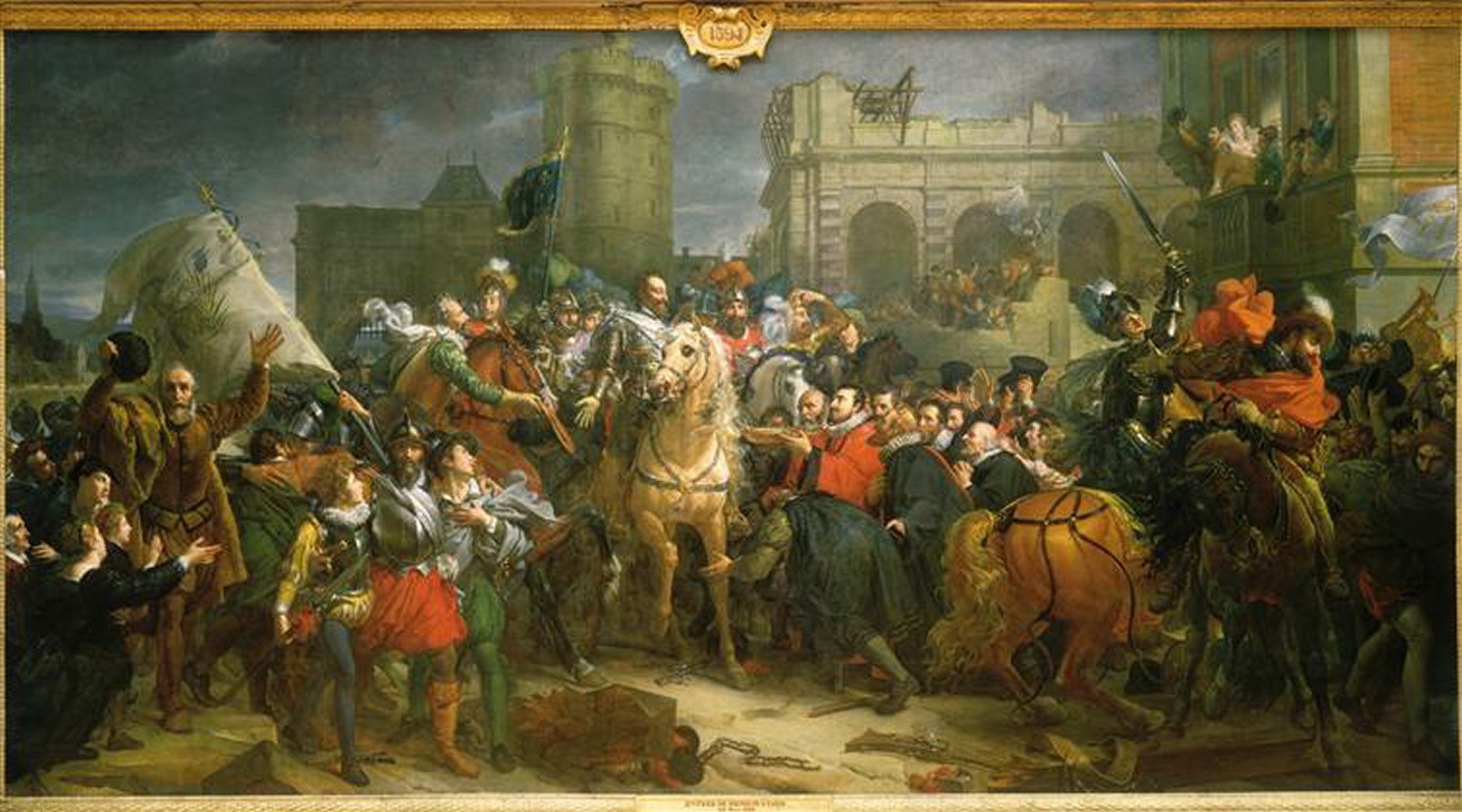
Entrée d'Henri IV à Paris, 22 mars 1594

## Source
- Pierre Miquel, Les Guerres de Religion, Paris, Fayard, 1980, 596 p. (ISBN 978-2-21300-826-4, OCLC 299354152, présentation en ligne). p. 353-354 et 365-391